# 打空氣
《打空氣》（又译作）是由日本南夢宮公司，於1982年所發行的街機遊戲。游戏后移植至其它家用电脑以及FC游戏机。

## 遊戲概要
玩家扮演著一位叫做「打氣人」的角色，以延長管子對準目標，並以推動打氣筒打氣的方式，使敵人膨脹而殲滅。
玩家在地底下，以挖地道的方式找出此遊戲的主要敵人後，對著敵人發射管子，並持續打氣，直至敵人被打氣人吹至膨脹，並爆裂為止，玩家才算殲滅了一個敵人。被打氣人射到的敵人，均會動彈不得，此時的打氣人，可以連續打氣，並使敵人膨脹爆裂為止。但如果玩家沒有持續打氣，則敵人就會慢慢地洩氣，恢復到原來大小的敵人，就會繼續動作。
玩家要將所有畫面中的敵人消滅（或看不到任何敵人），才能過關。
而如果玩家直接碰觸到敵人，則損失一次生命；但如果敵人是膨脹狀態下，玩家接觸這樣的敵人，是不會損失生命的（意即玩家碰到的敵人，是行走的狀態下，玩家就會損失一次生命）。
玩家將三次生命用完後，遊戲結束。

## 主要角色
茲列出該遊戲的主要角色。
- 打氣人

本名堀泰藏（Taizo Hori ホリ・タイゾウ）。本遊戲的主角，拿著前端為箭頭狀的打氣裝置，與戴著一頂安全帽，是其特徵。在遊戲中，頭部只有露出眼睛，但遊戲包裝上，有著較清楚的畫面。
打氣人可以朝著四方挖地道，行走的同時，背景音樂（遊戲音樂）會一直播放，不走不會播放。
- 氣球人（日文：　或　）

全身都是橙色，又帶著蛙鏡的怪物，不會有什麼特殊攻擊。在一個畫面中，如果有兩個以上的敵人，氣球人就會跟隨著打氣人走過的足跡（或說挖過的路）。如果氣球人找不到挖過的路，或者是想要快速通過，不想走打氣人的路，則氣球人就會以遁地的方式，尋找離打氣人最近的路徑，直接攻擊。
- 噴火龍（日文：　或　）

全身都是綠色的恐龍外表怪物，有著會噴火的特殊攻擊，類似酷斯拉。
在噴火龍要噴火前，它的翅膀會先閃爍個幾次後，才會以遠距離的方式噴火。當然，如果打氣人被火焰波及到，同樣也是會損失一次生命的。不過，噴火龍的噴火，只能朝著左與右的方向，不能朝上與下的方向。
同氣球人，噴火龍也會循著打氣人行走過的路線窮追不捨著打氣人；或以遁地的方式，尋找離打氣人最近的距離，給予攻擊。

## 外部連結
- 任天堂官方網站：《打氣人》的介紹 （页面存档备份，存于）